# Nordic Radio Amateur Union
Die Nordic Radio Amateur Union (NRAU), deutsch „Nordische Amateurfunkunion“, ist der internationale Dachverband der nationalen Amateurfunkverbände der nordischen Länder.

## Geschichte
Der schwedische Apotheker und Funkamateur John Fredrik Karlsson, Amateurfunkrufzeichen SM6UA, gründete die Union im Jahr 1935 mit dem Zweck, die Aktivitäten der Funkamateure in den nordischen Ländern zu koordinieren und gemeinsame Lösungen zwischen den einzelnen Verbänden zu erarbeiten.
Die Mitgliedsverbände sind:

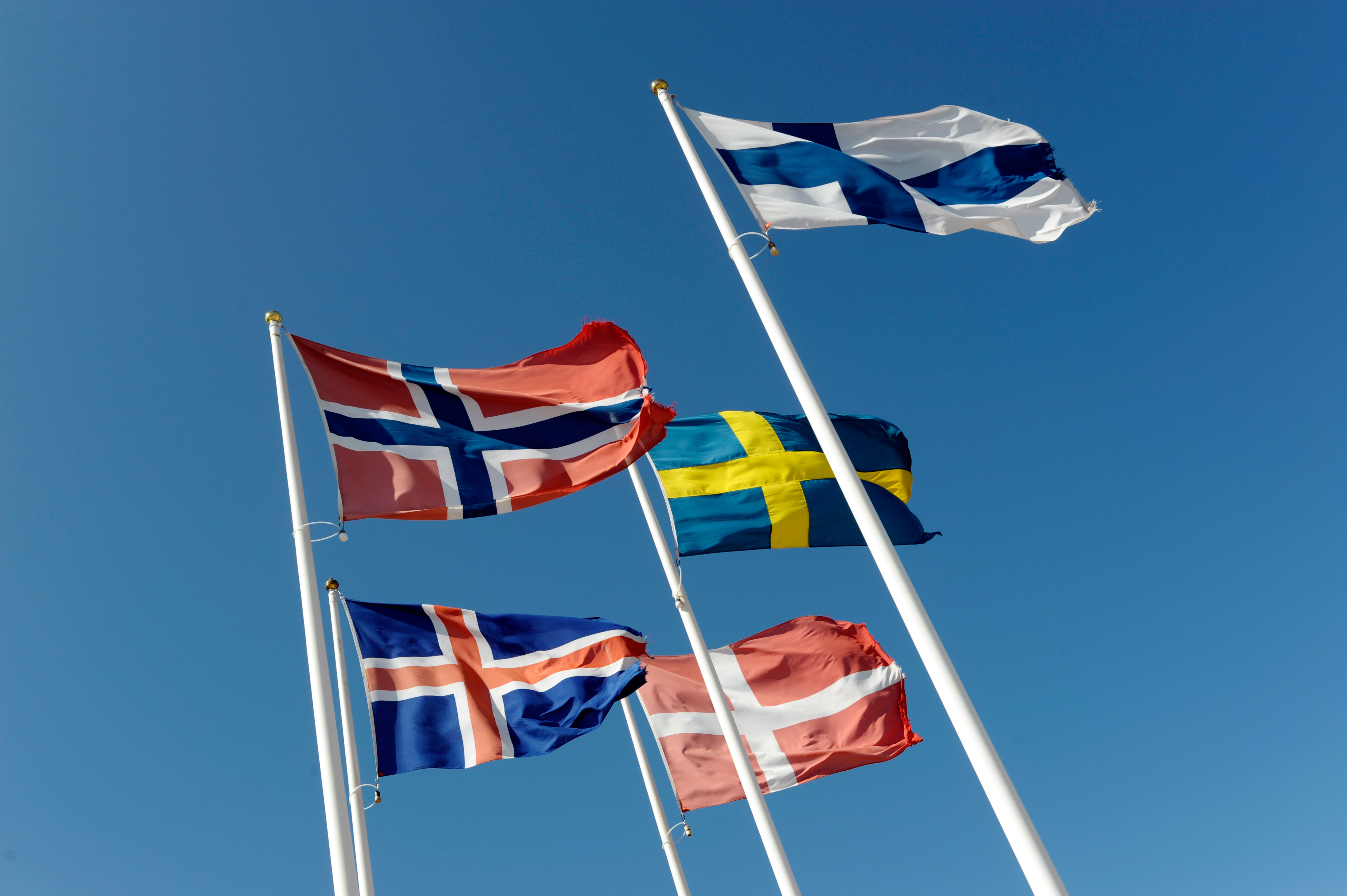
Flaggen nordischer Länder

- die Experimenterende Danske Radioamatører (EDR) aus Dänemark,
- die Føroyskir Radioamatørar (FRA) von den Färöer,
- die Íslenskir Radíóamatörar (IRA) von Island,
- die Norsk Radio Relæ Liga (NRRL) aus Norwegen,
- die Suomen Radioamatööriliitto (SRAL) aus Finnland und
- die Föreningen Sveriges Sändareamatörer (SSA) aus Schweden.

Die NRAU fördert den Zusammenhalt ihrer Mitglieder sowie der internationalen Amateurfunkgemeinschaft unter anderem durch Ausrichtung von Amateurfunkwettbewerben (Contests) wie dem NRAU Activity Contest (NAC) und dem Scandinavian Activity Contest (SAC).
Traditionell hält die NRAU im Vorfeld jeder Vollversammlung der International Amateur Radio Union (IARU), der internationalen Vereinigung von nationalen Amateurfunkverbänden der Welt, jeweils eine eigene Versammlung der nordischen Amateurfunkverbände ab und koordiniert so deren Interessen.